# SECRET FORÉST
SECRET FORÉST — український музичний гурт зі Львова, який працює в стилі інді-поп. Гурт є переможцем в глядацькому голосуванні на Leopolis Jazz Fest (Street music) в 2019 та 2021, а також фіналістом національного пісенного конкурсу «Українська пісня» в 2018, номінант премії Megogo music awards 2022, ініціатор благодійних проєктів на Донеччині з 2017 року.

## Історія
Гурт створений у Львові у 2017 році Олександром Макаровим. В тому ж році вийшли перший студійний сингл гурту (All we need). Після участі в національному проєкті «Українська пісня» та спільного концерту з джазовим гітаристом Білалом Караманом (Стамбул) у 2018 почався новий етап роботи — записи синглів, активна соціально-культурна робота, благодійні проєкти на Донеччині.
Цьому передували неформальні виступи на квартирниках, артівентах у Києві, Одесі, Чернівцях, Запоріжжі та звісно у Львові. Медитативна музика і сакральні звуки мантр завжди були особливістю гурту. Музикантів запрошували на неформальні молодіжні події, щоб створити настрій легкості та релаксу.

## Участь у концертах та фестивалях
Музиканти гурту були співавторами концерту з топовим джазовим гітаристом Білалом Караманом (Bilal Karaman, Амстердам — Стамбул), а також переможцями у глядацькому голосуванні на міжнародному джазовому фестивалі Leopolis Jazz Fest (Street music) у 2019 та 2021 р., і фіналістами національного пісенного конкурсу «Українська пісня» у 2018 р.
З 2017 по 2021 рр. гурт SECRET FORÉST організовував всеукраїнські тури з фестивалем «З країни в Україну». містами Донецької, Луганської, Херсонської та Одеської областей, брав участь у фестивалях Faine misto, ZAXID, Leopolis Jazz, Woodstock, New wave exhibition, Clyzh Yoga Day (Румунія), Lviv Yoga Day.
|  | – Подорожуючи Україною, я зрозумів, що усі ми такі несхожі один на одного! – розповідає вокаліст гурту Олександр Макаров. – Живемо у різних куточках не лише України, а й світу, маємо різний світогляд та вподобання, різні за віком, фахом, соціальним статусом. Але є те, що об’єднує. Те, що важко описати словами, але можна відчути. І у цьому ми схожі. Ми маємо духовний зв’язок. Духовна сила любові, єдності та натхнення – те, що здатне нас об’єднати та дати початок до змін на краще. Це не проста місія, та варто зробити перший крок – почати із себе… |

Музиканти гурту SECRET FORÉST мають значний досвід у виконанні концертів на різних майданчиках, включно з музичними фестивалями, вуличними виступами, благодійними та корпоративними заходами. Гурт також працює з різними аудиторіями та трансформує музичний перфоменс в різні стилі та настрої. Гурт розвиває свій унікальний стиль та займається благодійністю.

## Соціальні та благодійні проєкти
Гурт SECRET FORÉST взяв участь у благодійних проектах: «Діти для дітей Сходу», «РАЗОМ», «Великодній ярмарок благодійності», а також зіграв близько 100 благодійних концертів та музично-терапевтичних сесій для військових, переселенців та постраждалих від війни. Окрім цього музиканти гурту організували та підтримують виробництво енергетичних батончиків для захисників (з березня 2022 року було виготовлено і відправлено на передову 8 тон таких батончиків).

## Склад гурту
- Олександр Макаров (вокал, клавішні, фісгармонія)
- Христина Дзвін (вокал, клавішні)
- Григорій Рябцев (вокал, гітара)
- Андрій Міщенко (ударні)
- Роман Доля (бас гітара)

Колишні учасники гурту :
- Ірина Бенько (вокал, клавішні)
- Тетяна Чайковська (вокал, клавішні)
- Олег Романів (бас гітара)
- Вадим Перевознюк (ударні)

## Дискографія
- 2017 — All we need (сингл)[15]
- 2018 — Your Name (сингл)[16]
- 2018 — Вдихай (сингл)[17]
- 2021 — Nama Om (mantra acoustic), EP[16]
- 2021 — Мов ріка (сингл)[18]
- 2021 — Океани (сингл)[19]
- 2022 — Свобода (сингл)[20]
- 2023 — Навесні (сингл)[21]

## Сторінки в соцмережах
- Гурт Secret Forest на YouTube
- Гурт Secret Forest на Facebook
- Гурт Secret Forest в Instagram